# Piaggio Ape
Piaggio Ape (wł. pszczoła) – trzykołowy pojazd wagi lekkiej, produkowany nieprzerwanie od 1948 i sprzedawany przez Piaggio. Powstał jako adaptacja skutera Vespa. Produkowany był w wielu konfiguracjach nadwozia, które umożliwiały wykonywanie wielu funkcji użytkowych. Początkowo sprzedawano go pod nazwą VespaCar lub TriVespa, później pod symbolem Ape.

## Historia

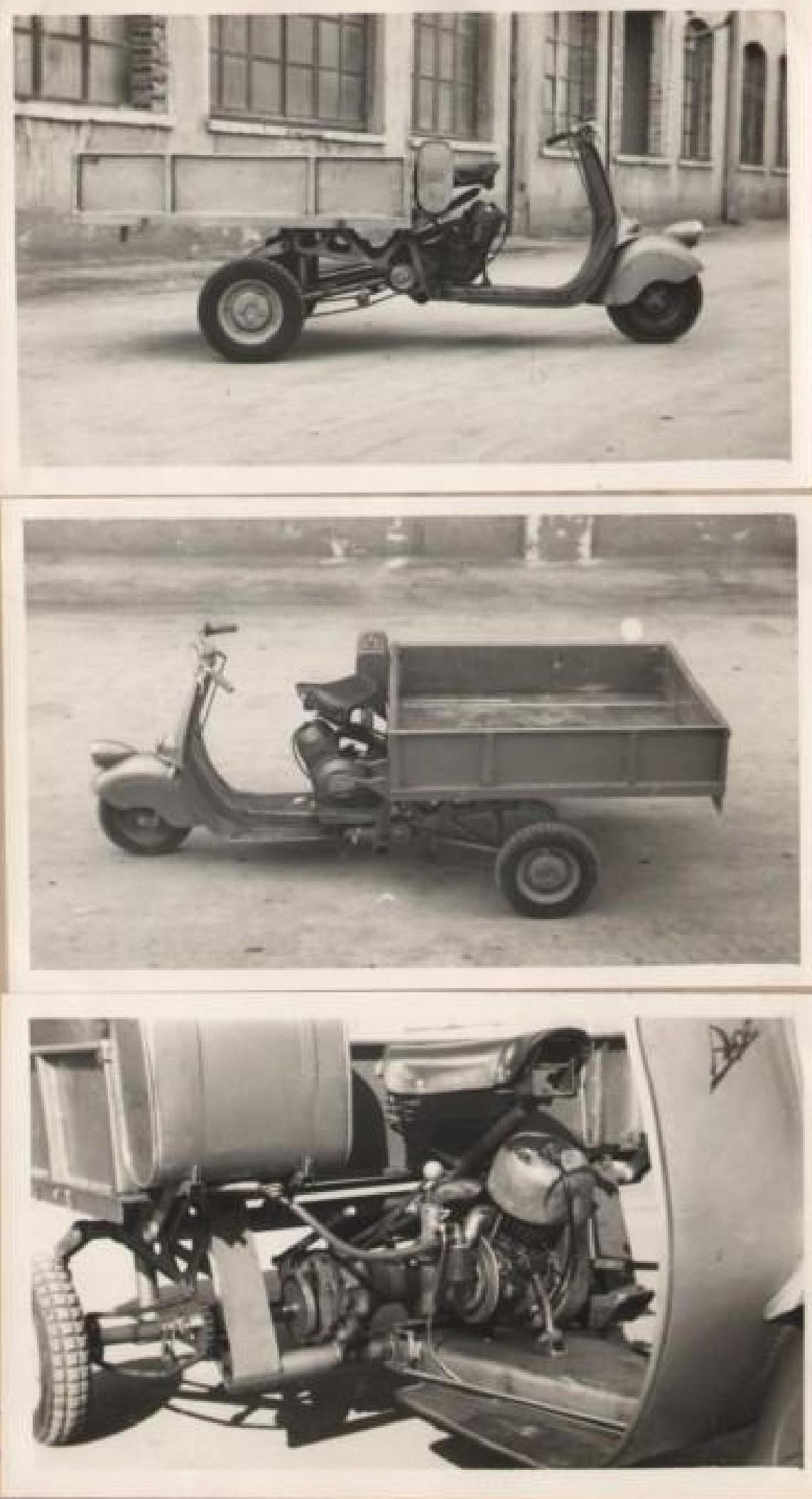
Pierwotna wersja Ape z 1948

Po II wojnie światowej wielu Włochów nie było stać na transport osobisty. W 1947 konstruktor lotniczy Corradino D'Ascanio opracował lekki i prosty trójkołowy pojazd użytkowy, który zyskał uznanie zarządu firmy Piaggio. Pierwszy model był pozbawioną kabiny adaptacją dwukołowego skutera Vespa, z dwoma tylnymi kołami i płaską podłogą użytkową nad tylną osią.
Początkowe modele były wyposażone w silniki o pojemności 50 cm³, 125 cm³ lub 150 cm³, a później w silnik o pojemności 175 cm³. W modelu Ape D z 1964 dodano kabinę, aby chronić kierowcę przed warunkami pogodowymi.
Oryginalny Ape, wyposażony w kierownicę (stała się nowością w późniejszym okresie), był jednomiejscowy i mógł tymczasowo pomieścić dwóch pasażerów. Po każdej stronie znajdowały się drzwi ułatwiające wsiadanie i wysiadanie. Osiągi były skromne, z momentem obrotowym wystarczającym do pokonywania wzniesień i niską prędkością maksymalną.

## Modele

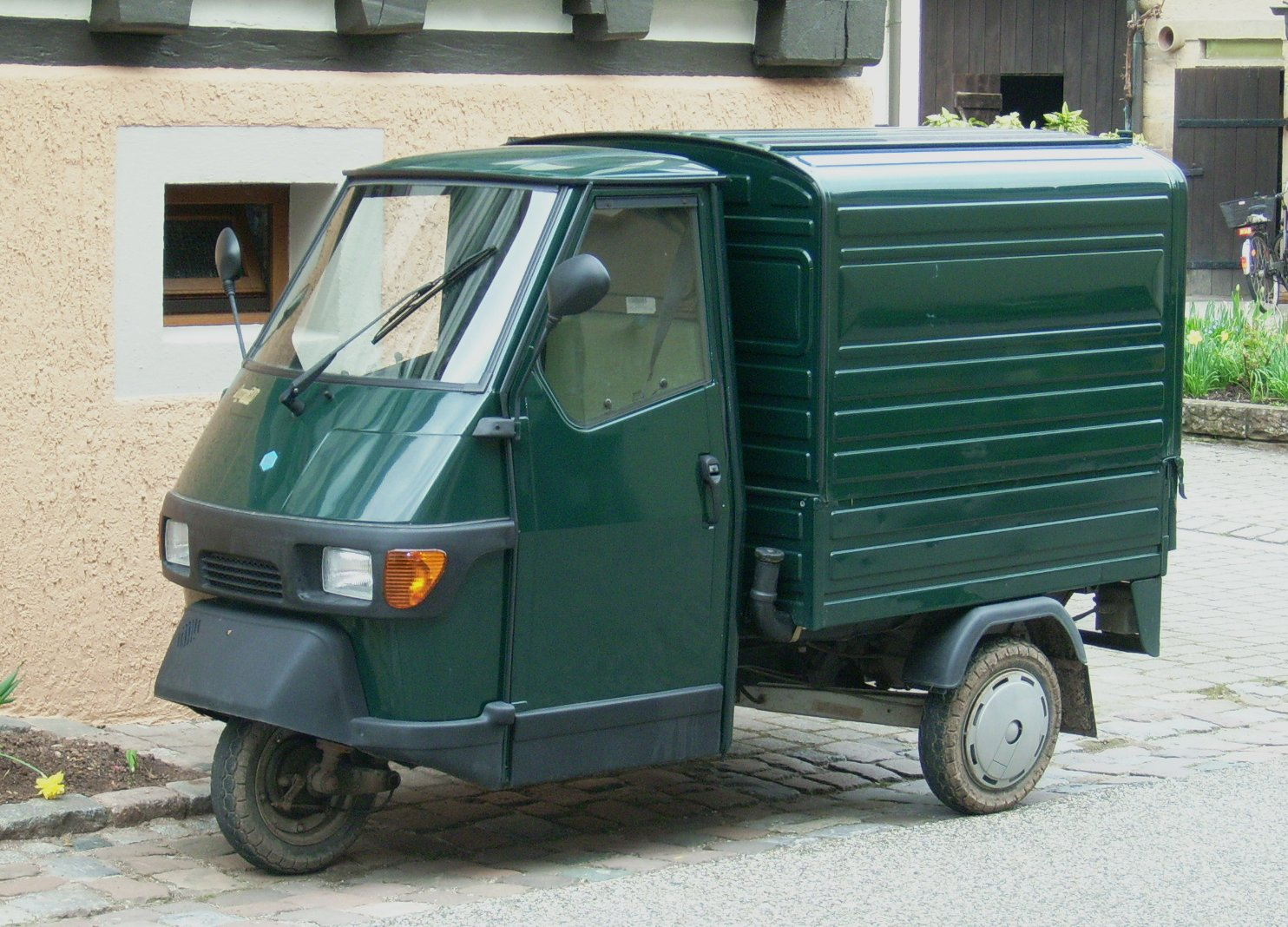
Ape 50 w kolorze zielonym

Obecnie (w roku 2022) firma oferuje dwa rodzaje modeli: Ape 50’ napędzany silnikiem benzynowym o pojemności 49.8 cc i większy Ape TM’, który jest dostępny z benzynowym silnikiem o pojemności 218 cc lub silnikiem Diesla o pojemności 422 cc.
Ape 50’ może przewozić od 175 do 205 kg, z kolei wersje TM oraz Classic’ mają ładowność 700–800 kg. Spalanie dla najmniejszego modelu z obecnie dostępnych, to około 3,3 l na 100 km.
Edycja limitowana w stylu retro, nosząca nazwę Calessino była dostępna w konfiguracji auto-rykszy, w kolorze niebieskim oraz białym.
Wygląd został zmodyfikowany na potrzeby wyścigowej wersji Ape Proto, która została ręcznie wykonana i zawiera modyfikacje pozwalające na driftowanie oraz szybszą jazdę. Był wykorzystywany w różnych seriach wyścigowych takich jak Ape RR Show w San Marino.